# Campeonato Sub-17 de la Concacaf de 2009
El Campeonato Sub-17 de la Concacaf de 2009 es la 14.ª edición del torneo de fútbol en el cual participan selecciones con jugadores menores de 20 años, que sirvió como clasificación de los cuatro equipos de la Concacaf para la Copa Mundial de Fútbol Sub-17 de 2009 a disputarse en Nigeria. 
Comenzó el 21 de abril de 2009 y se dio por terminada el 26 de abril del mismo año debido a la Pandemia de Influenza de 2009. La sede fue el Estadio Caliente de Tijuana, México y participaron ocho equipos que avanzaron después de jugar la eliminatoria previa.

## Equipos participantes
| CFU - Cuba - Trinidad y Tobago |  | UNCAF - Costa Rica - Guatemala - Honduras |  | Clasificados automáticamente - Canadá - México - Estados Unidos |

## Fase de grupos

### Grupo A
| Equipo         | Pts | PJ | PG | PE | PP | GF | GC | DIF |
| -------------- | --- | -- | -- | -- | -- | -- | -- | --- |
| Estados Unidos | 9   | 3  | 3  | 0  | 0  | 12 | 2  | 10  |
| Honduras       | 4   | 3  | 1  | 1  | 1  | 7  | 4  | 3   |
| Cuba           | 3   | 3  | 1  | 0  | 2  | 2  | 12 | -10 |
| Canadá         | 1   | 3  | 0  | 1  | 2  | 4  | 7  | -3  |

| 21 de abril de 2009, 13:30 | Honduras   | 1:1 (0:1) | Canadá             | Estadio Caliente, Tijuana                                            |                                                                      |
|                            | Lozano 60' |           | Teibert 40' (pen.) | Asistencia: 4.000 espectadores Árbitro(s): Francisco Chacón (México) | Asistencia: 4.000 espectadores Árbitro(s): Francisco Chacón (México) |

| 21 de abril de 2009, 16:00 | Cuba | 0:5 (0:3) | Estados Unidos                                          | Estadio Caliente, Tijuana                                          |                                                                    |
|                            |      |           | Jerome 29' · McInerney 33', 47' · Lletget 37' · Gil 61' | Asistencia: 4.000 espectadores Árbitro(s): Raymond Bogle (Jamaica) | Asistencia: 4.000 espectadores Árbitro(s): Raymond Bogle (Jamaica) |

| 23 de abril de 2009, 13:30 | Honduras                                                             | 6:0 (3:0) | Cuba | Estadio Caliente, Tijuana                                         |                                                                   |
|                            | Rivera 18' · Tobías 30' · Lozano 43' (pen.), 73', 83' · Martínez 67' |           |      | Asistencia: 4.000 espectadores Árbitro(s): Hugo Cruz (Costa Rica) | Asistencia: 4.000 espectadores Árbitro(s): Hugo Cruz (Costa Rica) |

| 23 de abril de 2009, 16:00 | Estados Unidos                                    | 4:2 (3:0) | Canadá                    | Estadio Caliente, Tijuana                                           |                                                                     |
|                            | McInerney 4' (pen.), 31' · Lletget 40' · Gyau 85' |           | Hoilett 70' · Jackson 86' | Asistencia: 4.000 espectadores Árbitro(s): Paul Delgadillo (México) | Asistencia: 4.000 espectadores Árbitro(s): Paul Delgadillo (México) |

| 25 de abril de 2009, 13:30 | Canadá    | 1:2 (0:0) | Cuba                     | Estadio Caliente, Tijuana                                           |                                                                     |
|                            | Maheu 81' |           | Lahera 87' (pen.), 90+2' | Asistencia: 5.000 espectadores Árbitro(s): David España (Guatemala) | Asistencia: 5.000 espectadores Árbitro(s): David España (Guatemala) |

| 25 de abril de 2009, 16:00 | Estados Unidos                      | 3:0 (3:0) | Honduras | Estadio Caliente, Tijuana                                             |                                                                       |
|                            | Palodichuk 28', 45' · McInerney 36' |           |          | Asistencia: 5.000 espectadores Árbitro(s): Stanley Lancaster (Guyana) | Asistencia: 5.000 espectadores Árbitro(s): Stanley Lancaster (Guyana) |

### Grupo B
| Equipo            | Pts | PJ | PG | PE | PP | GF | GC | DIF |
| ----------------- | --- | -- | -- | -- | -- | -- | -- | --- |
| México            | 9   | 3  | 3  | 0  | 0  | 11 | 0  | 11  |
| Costa Rica        | 4   | 3  | 1  | 1  | 1  | 4  | 2  | 2   |
| Guatemala         | 4   | 3  | 1  | 1  | 1  | 4  | 4  | 0   |
| Trinidad y Tobago | 0   | 3  | 0  | 0  | 3  | 0  | 13 | -13 |

| 22 de abril de 2009, 13:30 | Guatemala    | 1:1 (0:1) | Costa Rica   | Estadio Caliente, Tijuana                                             |                                                                       |
|                            | Ceballos 75' |           | Campbell 38' | Asistencia: 4.000 espectadores Árbitro(s): Stanley Lancaster (Guyana) | Asistencia: 4.000 espectadores Árbitro(s): Stanley Lancaster (Guyana) |

| 22 de abril de 2009, 16:00 | México                                                                              | 7:0 (4:0) | Trinidad y Tobago | Estadio Caliente, Tijuana                                            |                                                                      |
|                            | Campos 5' · Galván 24' (pen.), 48', 64' · Mañón 29' · Télles 52' (pen.) · Jasso 83' |           |                   | Asistencia: 13.333 espectadores Árbitro(s): Trevor Taylor (Barbados) | Asistencia: 13.333 espectadores Árbitro(s): Trevor Taylor (Barbados) |

| 24 de abril de 2009, 13:30 | Costa Rica                              | 3:0 (3:0) | Trinidad y Tobago | Estadio Caliente, Tijuana                                          |                                                                    |
|                            | Campbell 14' · Bustos 18' · Mayorga 37' |           |                   | Asistencia: 4.000 espectadores Árbitro(s): Luis Rodríguez (Panamá) | Asistencia: 4.000 espectadores Árbitro(s): Luis Rodríguez (Panamá) |

| 24 de abril de 2009, 16:00 | México                                  | 3:0 (1:0) | Guatemala | Estadio Caliente, Tijuana                                         |                                                                   |
|                            | K. Álvarez 41', 70' · Campos 86' (pen.) |           |           | Asistencia: 13.333 espectadores Árbitro(s): Marlón Mejía (México) | Asistencia: 13.333 espectadores Árbitro(s): Marlón Mejía (México) |

| 26 de abril de 2009, 13:30 | Trinidad y Tobago | 0:3 (0:2) | Guatemala                          | Estadio Caliente, Tijuana                                        |                                                                  |
|                            |                   |           | Navas 37' · Herrate 38' · Lima 69' | Asistencia: 8.000 espectadores Árbitro(s): Gerald Henry (Belice) | Asistencia: 8.000 espectadores Árbitro(s): Gerald Henry (Belice) |

| 26 de abril de 2009, 16:00 | México          | 1:0 (0:0) | Costa Rica | Estadio Caliente, Tijuana                                           |                                                                     |
|                            | Mora 61' (a.g.) |           |            | Asistencia: 13.333 espectadores Árbitro(s): Raymond Bogle (Jamaica) | Asistencia: 13.333 espectadores Árbitro(s): Raymond Bogle (Jamaica) |

## Goleadores
| Jugador        | Selección      | Goles |
| -------------- | -------------- | ----- |
| Jack McInerney | Estados Unidos | 5     |
| Anthony Lozano | Honduras       | 4     |
| Martín Galván  | México         | 3     |

## Clasificados alMundial
| Estados Unidos | México | Honduras | Costa Rica |
| -------------- | ------ | -------- | ---------- |